# تایرون ابوهی
تایرون ابوهی (انگلیسی: Tyronne Ebuehi؛ زادهٔ ۱۶ دسامبر ۱۹۹۵) بازیکن فوتبال اهل نیجریه است.

## باشگاهی
از باشگاه‌هایی که در آن بازی کرده‌است می‌توان به ادو دن هاخ و بنفیکا اشاره کرد.

## تیم ملی
وی همچنین در تیم ملی فوتبال نیجریه بازی کرده‌است.